# Ralph Leonhardt
Ralph Leonhardt (ur. 14 października 1967 r.) – niemiecki kombinator norweski reprezentujący NRD, brązowy medalista mistrzostw świata.

## Kariera
W Pucharze Świata Ralph Leonhardt zadebiutował 29 grudnia 1988 roku w Oberwiesenthal, gdzie zajął 5. miejsce w zawodach rozgrywanych metodą Gundersena. Tym samym już w swoim debiucie wywalczył pierwsze pucharowe punkty. W sezonie 1988/1989 pojawił się jeszcze tylko raz, 3 marca 1989 roku w Oslo, ale zajął 17. miejsce i punktów nie zdobył (do sezonu 2001/2002 obowiązywała inna punktacja Pucharu Świata). W klasyfikacji generalnej zajął ostatecznie 26. miejsce. W lutym 1989 roku wystąpił na Mistrzostwach Świata w Lahti. Osiągnął tam swój największy sukces w kategorii seniorów, wspólnie z Berndem Blechschmidtem i Thomasem Abratisem zdobywając brązowy medal w sztafecie. Wystąpił także w konkursie indywidualnym, lecz nie ukończył rywalizacji.
Leonhardt startował także w Pucharze Świata B (obecnie Puchar Kontynentalny), gdzie odnosił większe sukcesy. W zawodach tego cyklu wywalczył jedno podium: 29 lutego 1992 roku w Schwarzach zajął drugie miejsce. W klasyfikacji generalnej najlepiej wypadł w sezonie 1992/1993, który ukończył na ósmej pozycji. W 1994 roku zakończył karierę.

## Osiągnięcia

### Mistrzostwa świata
| Miejsce | Dzień     | Rok  | Miejscowość | Konkurencja          | Wynik zwycięzcy | Strata      | Zwycięzca         |
| ------- | --------- | ---- | ----------- | -------------------- | --------------- | ----------- | ----------------- |
| DNF     | 18 lutego | 1989 | Lahti       | Gundersen K-90/15 km | 37:10.7 min     | -           | Trond Einar Elden |
| 3.      | 24 lutego | 1989 | Lahti       | Sztafeta K-90/4x5 km | 1:24:21.7 min   | +1:48.4 min | Norwegia          |

### Puchar Świata

#### Miejsca w klasyfikacji generalnej
- sezon 1988/1989: 26.
- sezon 1989/1990: 31.

#### Miejsca na podium
Leonhardt nigdy nie stał na podium indywidualnych zawodów Pucharu Świata.

### Puchar Kontynentalny

#### Miejsca w klasyfikacji generalnej
- sezon 1990/1991: 19.
- sezon 1991/1992: 16.
- sezon 1992/1993: 8.
- sezon 1993/1994: 39.

#### Miejsca na podium
| Nr | Data           | Miejscowość | Konkurencja         | Wynik zwycięzcy | Pozycja | Strata | Zwycięzca   |
| -- | -------------- | ----------- | ------------------- | --------------- | ------- | ------ | ----------- |
| 1. | 29 lutego 1992 | Schwarzach  | Gundersen K90/15 km | ?               | 2.      | ?      | Uwe Prenzel |